# Blanco estadounidense
El término blanco estadounidense oficialmente se refiere a gente de ascendencia blanca europea, asiática occidental o norteafricana, que reside en los Estados Unidos.
También se utiliza el término «blanco americano», calco del término inglés White American. Pero en inglés, «American» significa ‘de Estados Unidos’, en cambio «americano» significa ‘del continente americano’.
El término es usado intercambiablemente con «caucásico estadounidense», «europeo estadounidense» y (dentro de los Estados Unidos) simplemente como «blanco».
La Oficina del Censo de los Estados Unidos (United States Census Bureau) y la gran mayoría de publicaciones del gobierno de Estados Unidos utilizan «blanco» en lugar de «blanco estadounidense».
Los blancos estadounidenses tienen el umbral de pobreza más bajo, la segunda mediana más alta de ingreso por hogar, ingreso personal así como niveles escolares de la nación, solo después de los asiáticos estadounidenses.
Las fronteras culturales separando a los blancos estadounidenses de otras categorías raciales o étnicas siempre son probadas y cambiantes. En el censo 2000 de los Estados Unidos, la gente «teniendo orígenes en cualquiera de los pueblos originales de Europa, el Medio Oriente, o Norte de África» fueron clasificadas como blancas. Esta definición oficial incluye a muchas personas, incluyendo orientales e hispanos que no se considerarían blancos por otros y que incluso pueden no considerarse blancos ellos mismos.
Algunos estadounidenses blancos tienen una mezcla de nativos americanos y africanos.

## Información demográfica

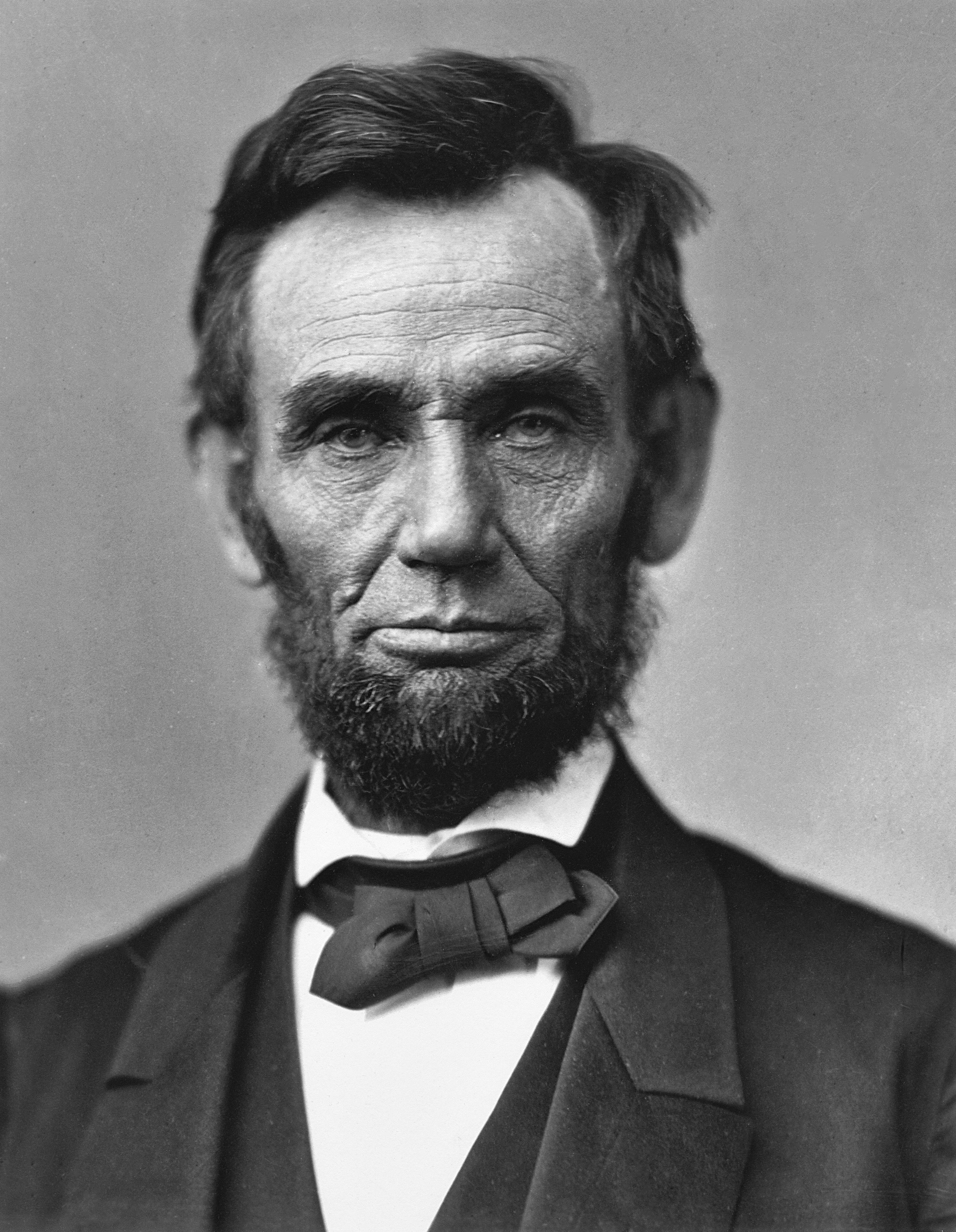
El presidente Abraham Lincoln descendía de Samuel Lincoln y era de ascendencia inglesa y galesa.

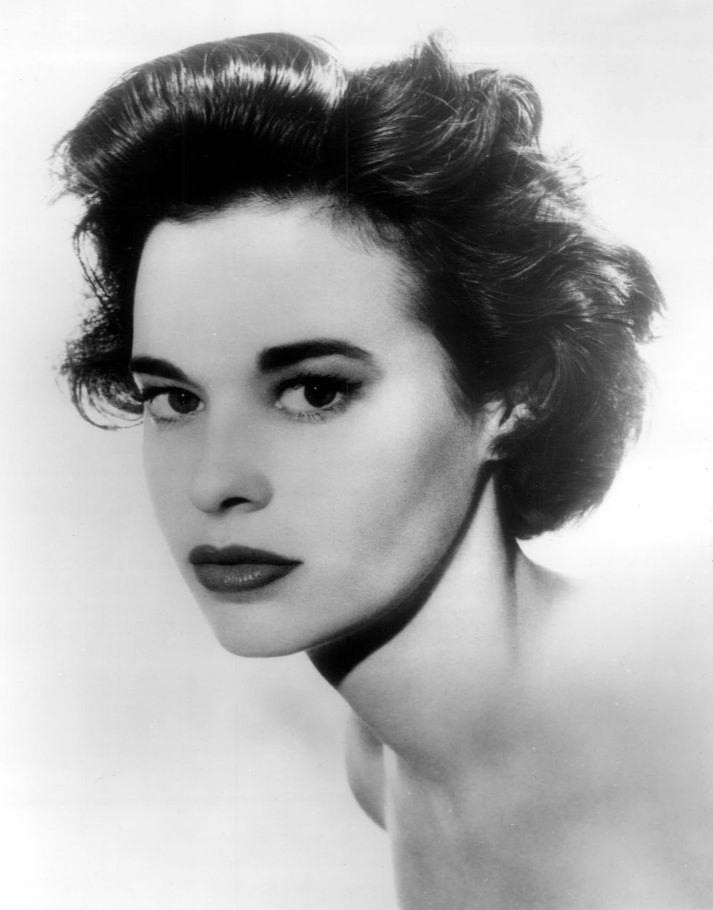
Gloria Vanderbilt, destacada artista y diseñadora, era de ascendencia holandesa.

«Blanco estadounidense» es el mayor grupo racial cuantificado en el censo del 2000, contando con el 77,1 % de la población. Esto incluye cerca de 2% de la población que se identifica a sí mismo como «blanco» en combinación con una o más razas; cerca del 8% también identificó su grupo étnico como hispano. Los grupos étnicos más grandes entre los blancos estadounidenses fueron los alemanes seguidos por los irlandeses y los italianos.
Muchos estadounidense que son tratados como parte de grupos minoritarios están incluidos en la categoría del censo como «blanco». Esto es verdad para la mayor parte de los hispano-estadounidenses, 48,6% de los cuales se identifican racialmente como blancos. El censo del 2000 separaba la pregunta de la hispanidad de la pregunta de raza, la segunda se dividía en las cinco categorías de negro o afroestadounidense, indio estadounidense y nativo de Alaska, hawaiano e isleño del Pacífico, asiático, y «otros», y los encuestados tenían la posibilidad de marcar más de una categoría. También fue cierto para muchos árabes y otros estadounidense de Oriente Medio y norteafricanos, así como para estadounidenses judíos no-europeos, dado que el censo mezcla raza y origen geográfico/nacional: «blanco» es definido como gente con orígenes en los pueblos originales de Europa y el Medio Oriente.
Según el censo de 1950, el 1 de abril de 1950 residían en Estados Unidos 150 697 361 personas, de las cuales 134 942 028 personas o el 89,5 por ciento se identificaban como blancas.

### Distribución geográfica

Concentración de los blancos estadounidenses por áreas geográficas desde 2020.

De acuerdo a la definición del censo, los blancos estadounidenses son el grupo racial mayoritario en casi todos los Estados Unidos. Desde 2022 no son mayoría en Hawái, Washington D. C., California, Nuevo México, Texas, Nevada, Maryland, Georgia y en algunas ciudades del país. Tampoco no son mayoría en muchas reservas amerindias, partes del Sur conocido como el Cinturón Negro, el Valle Central de California, y las dependencias estadounidenses.
La concentración más alta de blancos (incluyendo los blancos hispanos) se encontró en los estados del Medio Oeste, Nueva Inglaterra, los estados de las Montañas Rocosas, Kentucky y Virginia Occidental. La concentración más baja de blancos se encontró en los estados del sur y medio-atlántico.
| Estado              | Población (2022 est.) | Blancos no hispanos | Blancos (incluyendo los blancos hispanos) |
| ------------------- | --------------------- | ------------------- | ----------------------------------------- |
| Alabama             | 5,074,296             | 64.1%               | 65.1%                                     |
| Alaska              | 733,583               | 57.4%               | 59.6%                                     |
| Arizona             | 7,359,197             | 51.8%               | 57.8%                                     |
| Arkansas            | 3,045,637             | 67.5%               | 69.1%                                     |
| California          | 39,029,344            | 33.7%               | 38.9%                                     |
| Carolina del Norte  | 10,698,973            | 60.7%               | 62.2%                                     |
| Carolina del Sur    | 5,282,634             | 62.5%               | 63.6%                                     |
| Colorado            | 5,839,926             | 65.0%               | 70.3%                                     |
| Connecticut         | 3,626,205             | 62.0%               | 65.0%                                     |
| Dakota del Norte    | 779,261               | 82.0%               | 83.2%                                     |
| Dakota del Sur      | 909,824               | 79.9%               | 80.8%                                     |
| Delaware            | 1,018,396             | 58.9%               | 59.9%                                     |
| Washington D. C.    | 671,803               | 36.7%               | 38.4%                                     |
| Florida             | 22,244,824            | 50.8%               | 55.9%                                     |
| Georgia             | 10,912,876            | 48.6%               | 49.3%                                     |
| Hawaii              | 1,440,196             | 20.7%               | 22.2%                                     |
| Idaho               | 1,939,033             | 79.0%               | 81.9%                                     |
| Illinois            | 12,582,032            | 58.5%               | 61.1%                                     |
| Indiana             | 6,833,037             | 76.0%               | 77.5%                                     |
| Iowa                | 3,200,517             | 82.8%               | 84.4%                                     |
| Kansas              | 2,937,150             | 73.1%               | 76.3%                                     |
| Kentucky            | 4,512,310             | 82.2%               | 83.1%                                     |
| Louisiana           | 4,590,241             | 56.7%               | 57.6%                                     |
| Maine               | 1,385,340             | 90.2%               | 90.8%                                     |
| Maryland            | 6,164,660             | 47.1%               | 48.4%                                     |
| Massachusetts       | 6,981,974             | 67.0%               | 68.8%                                     |
| Michigan            | 10,034,118            | 72.6%               | 74.0%                                     |
| Minnesota           | 5,717,184             | 76.2%               | 77.2%                                     |
| Mississippi         | 2,940,057             | 55.3%               | 55.7%                                     |
| Missouri            | 6,177,957             | 76.6%               | 77.6%                                     |
| Montana             | 1,122,867             | 83.5%               | 85.1%                                     |
| Nebraska            | 1,967,923             | 75.8%               | 78.4%                                     |
| Nevada              | 3,177,772             | 44.4%               | 48.1%                                     |
| Nuevo Hampshire     | 1,395,231             | 86.6%               | 87.5%                                     |
| Nueva Jersey        | 9,261,699             | 51.5%               | 54.1%                                     |
| Nuevo México        | 2,113,344             | 34.8%               | 46.4%                                     |
| Nueva York          | 19,677,152            | 52.9%               | 55.2%                                     |
| Ohio                | 11,756,058            | 76.1%               | 77.1%                                     |
| Oklahoma            | 4,019,800             | 62.6%               | 65.2%                                     |
| Oregon              | 4,240,137             | 71.6%               | 74.5%                                     |
| Pennsylvania        | 12,972,008            | 73.1%               | 74.4%                                     |
| Puerto Rico         | 3,221,789             | 0.6%                | 26.3%                                     |
| Rhode Island        | 1,093,734             | 68.2%               | 70.5%                                     |
| Tennessee           | 7,051,339             | 71.9%               | 73.0%                                     |
| Texas               | 30,029,572            | 38.9%               | 47.6%                                     |
| Utah                | 3,380,800             | 75.6%               | 79.2%                                     |
| Vermont             | 647,064               | 90.2%               | 90.9%                                     |
| Virginia            | 8,683,619             | 58.7%               | 60.2%                                     |
| Washington          | 7,785,786             | 63.5%               | 65.9%                                     |
| Virginia Occidental | 1,775,156             | 89.8%               | 90.3%                                     |
| Wisconsin           | 5,892,539             | 79.0%               | 80.4%                                     |
| Wyoming             | 581,381               | 81.4%               | 84.6%                                     |

### Ingreso y nivel escolar
Dado que los blancos estadounidenses han enfrentado la menor discriminación que cualquier otro grupo racial, han tenido tiempo para acumular fortuna; esta es una contribución mayor a las inequidades económicas entre las razas hoy en día. Los blancos estadounidenses tienen el segundo índice más alto de ingreso por hogar y personal de la nación, después de los asiáticos (este diagnóstico también debe tomar en cuenta que los asiáticos solo representan el 4,3 % de la población de los Estados Unidos). El ingreso medio por miembro de un hogar fue el más alto, ya que los blancos estadounidenses tuvieron los hogares más pequeños de cualquier índice de la nación. En el 2006, el ingreso individual promedio de un blanco estadounidense de 25 años o más era de 33 030 dólares, con aquellos que estaban empleados a tiempo completo entre 25 y 64 años ganando 34 432 dólares. Ya que el 42 % de todos los hogares tienen dos personas con ingresos, el promedio del ingreso del hogar era considerablemente más alto que el ingreso personal, que era de 48 554 dólares en 2005. Entre blancos, los judíos estadounidenses se posicionaron primeros en ingreso al hogar, personal y nivel escolar. En 2005, los hogares blancos no hispanos tenían in ingreso de 48 977 dólares, 10,3 % por encima de la media nacional de 44 389 dólares. Los cubanos estadounidenses nacidos en EE. UU. (la mitad de la población cubano-estadounidense) casi todos clasificaron como blancos, y tienen un ingreso promedio y nivel de escolaridad más alto que los blancos no hispanos.
Los índices de pobreza para los blancos estadounidenses son los más bajos de cualquier grupo racial, con 8,6 % de individuos blancos viviendo bajo el umbral de pobreza (3 % bajo el promedio nacional).
El nivel de educación de los blancos es el segundo más alto del país, después de los asiáticos estadounidenses. En general, casi un tercio de los blancos estadounidenses tienen un título universitario, con un nivel de escolaridad para los blancos siendo más alto para aquellos nacidos fuera de los Estados Unidos. Casi el 40 % (37,6 %) de los nacidos en el extranjero y 29,7 % de los nacidos en EE. UU. tienen un título universitario. Ambas figuras están sobre el promedio nacional de 27,2 %.

### Cultura
Desde su primera presencia en Estados Unidos, los blancos estadounidenses han contribuido con literatura, arte, cine, religión, habilidades agrícolas, alimentos, ciencia y tecnología, moda y estilos de vestimenta, música, idioma, sistema legal, sistema político e innovación social y tecnológica a la cultura estadounidense. La cultura estadounidense blanca derivó sus primeras influencias de los colonos ingleses, escoceses, galeses e irlandeses y es cuantitativamente la proporción más grande de la cultura estadounidense. La cultura estadounidense en general refleja la cultura estadounidense blanca. La cultura se ha estado desarrollando desde mucho antes de que Estados Unidos formara un país separado. Gran parte de la cultura estadounidense blanca muestra influencias de la cultura británica. Los vínculos coloniales con Gran Bretaña difundieron el idioma inglés, el sistema legal y otros atributos culturales.

## Genética y ascendencia
Un estudio genético de 2015 publicado en el American Journal of Human Genetics analizó la ascendencia genética de 148.789 estadounidenses blancos. El estudio concluyó que la ascendencia inglesa es la ascendencia europea más común entre los estadounidenses blancos, y que este componente oscila entre el 20 % (Wisconsin, Minnesota, Dakota del Norte) y el 55 % (Misisipi, Tennessee, Arkansas) de la población total en los 50 estados. Estos estados se correlacionaron fuertemente con aquellos donde la mayor cantidad de personas se identificaron con la ascendencia "estadounidense" en el censo. Muchos blancos estadounidenses también tienen ascendencia de varios países. Según la Encuesta sobre la comunidad estadounidense de 2022, 76.678.228 estadounidenses se identificaron con múltiples grupos de ascendencia europea, de Oriente Medio o del norte de África, y la gran mayoría de ellos se identificaron con varios grupos europeos. Las ascendencias más comúnmente reportadas de los estadounidenses blancos incluyen la inglesa (12,5%), la alemana (7,6%), la irlandesa (5,3%), la italiana (3,2%) y la polaca (1,3%). La demografía de los estadounidenses de origen inglés esta subestimada, ya que la población tiende a identificarse simplemente como de origen "estadounidense" (8%), debido al tiempo que han habitado en los Estados Unidos, en particular si su familia llegó antes de la Revolución estadounidense.
Según un estudio centrado específicamente en clientes que se hicieron una prueba de ADN en 23andMe, los estadounidenses blancos en promedio tienen una media de un 98,6% de ascendencia europea, un 0,19% de ascendencia africana subsahariana y un 0,18% de ascendencia nativa americana. Sin embargo, la ascendencia no europea en los estadounidenses blancos es muy variable; por ejemplo, la ascendencia africana (2% o más) se encuentra en más del 5% de los blancos estadounidenses de Luisiana y Carolina del Sur, y la ascendencia nativa americana (2% o más) se encuentra en más del 3% de los blancos estadounidenses en Luisiana y Dakota del Norte. La ascendencia africana es más común en el sur y menos común en el Medio Oeste; la ascendencia nativa americana es más común en los estados occidentales que en los estados orientales.
También se han realizado otros estudios. El análisis de ADN de los blancos estadounidenses realizado por el genetista Mark D. Shriver mostró una mezcla media de un 96,1% europea, un 0,7% africana y un 3,2% nativa americana. El mismo autor, en otro estudio, afirmó que alrededor del 30% de todos los estadounidenses blancos no hispanos, aproximadamente 66 millones de personas, tienen una media de un 2,3% de mezcla africana o nativo americana. Shriver descubrió que su ascendencia es 10% africana, y el socio de Shriver en DNA Print Genomics el autor JT Frudacas, lo contradijo dos años después al afirmar que "el 5% de los estadounidenses europeos exhiben un nivel detectable de ascendencia africana".
En un estudio de 2007, Gonçalves et al. informaron de linajes de ADNmt africanos y nativo americanos con una frecuencia del 3,1% (respectivamente 0,9% y 2,2%) en una muestra de 1387 blancos estadounidenses.